# Heddalsvatnet
Heddalsvatnet ist der Name eines Sees in den norwegischen Kommunen Notodden und Midt-Telemark in der Provinz Telemark. Der See ist Teil des Skiensvassdraget.